# Viré-en-Champagne

Viré-en-Champagne este o comună în departamentul Sarthe, Franța. În 2009 avea o populație de 233 de locuitori.